# Dongcheon de Goguryeo
Le roi Dongcheon du royaume de Goguryeo (hangeul : 동천왕 ; hanja : 東川王 ; MR : Tongch'ǒn-wang ; litt. « roi Dongcheon ») est un souverain coréen né en 209 et mort en 248, et qui règne de 227 à 248.